# قطعنامه ۹۲۹ شورای امنیت
قطعنامه ۹۲۹ شورای امنیت سازمان ملل متحد که در تاریخ ۲۲ ژوئن ۱۹۹۴ تصویب شد، سندی بین‌المللی دربارهٔ رواندا است. این قطعنامه طی نشست ۳۳۹۲ام با ۱۰ رای موافق، ۰ مخالف و ۵ ممتنع تصویب شد.